# Зубов, Николай Александрович
Граф Никола́й Алекса́ндрович Зу́бов (24 апреля [5 мая] 1763, Владимир, Московская губерния, Российская империя — 9 [21] августа 1805, Москва, Российская империя) — русский военный и государственный деятель, генерал-поручик (1796), обер-шталмейстер и президент Придворной конюшенной конторы (1801—1803). Старший из братьев Зубовых, зять полководца Александра Суворова, соучастник заговора против императора Павла I.

## Биография
Старший сын провинциального вице-губернатора и управляющего имениями графа Н. И. Салтыкова, небогатого дворянина Александра Николаевича Зубова и Елизаветы Васильевны (1742—1813), единственной дочери армейского прапорщика Василия Воронова. Его отец, по свидетельству современников, человек не глупый, но злой, недобросовестный и чрезвычайно корыстолюбивый, был многократно уличён во взятках, лихоимстве и имел под конец жизни репутацию «бесчестнейшего дворянина во всём государстве».
В 1782 году Николай Александрович поступил в конную гвардию, где снискал уважение сослуживцев своим огромным ростом и физической силой. 1 января 1783 года произведён из вахмистров в корнеты, а 1 января 1786 года — из подпоручиков в поручики. Нёс службу добросовестно и усердно, однако истинный взлёт его карьеры начался только после сближения в июне 1789 года младшего брата Платона с императрицей. Николай Александрович был произведён в подполковники и назначен в Южную армию, действовавшую против турок. 25 сентября того же года приехал курьером в Санкт-Петербург с известием о Рымникской победе, за что тут же был пожалован в полковники, а вскоре после этого — в генерал-майоры. После окончания русско-польской войны 1792 года находился в Варшаве при главнокомандующем русскими войсками в Польше и Литве генерал-аншефе бароне О. А. Игельстрёме. Получил титул, когда его отец А. Н. Зубов, благодаря влиянию брата Платона на императрицу, был 7 февраля 1793 года возведён с нисходящим потомством в графское Священной Римской империи достоинство.

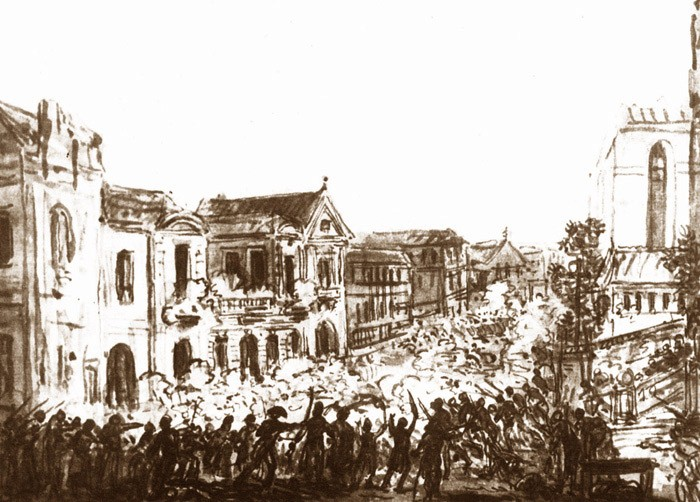
Штурм российского посольства в Варшаве 6 (17) апреля 1794 года.

Когда 6 апреля 1794 года началось восстание, известное как «Варшавская заутреня», находился среди защитников штаб-квартиры главнокомандующего, которая размещалась в здании российского посольства на улице Мёдовой. Пока маленький отряд в течение двух дней сдерживал непрерывный натиск неприятеля, барон Игельстрём проявлял крайнюю нерешительность. На третий день, уступая мнению собственных офицеров и давлению обстоятельств (с ним осталось чуть более 400 человек, способных держать оружие, и подошли к концу боеприпасы), барон всё же приказал пробиваться через охваченный восстанием и мародёрством город, прикрывая арьергард двумя полевыми пушками. Граф Зубов был одним из 250 уцелевших в отряде Игельстрёма, который с боями прорвался в пригороды Варшавы под защиту передовых частей прусских союзников. Из прусского лагеря он немедленно отправился в Санкт-Петербург, где 20 апреля 1794 года первым сообщил императрице достоверные сведения о начале восстания. После этого вернулся к войскам в Литву, где 14 июня успешно действовал со своим корпусом против польско-литовских инсургентов в битве под Солями. В августе 1796 года он был произведён в генерал-поручики и получил придворный чин шталмейстера.
5 ноября 1796 года, когда Екатерина II находилась при смерти, граф Зубов, согласно камер-фурьерскому журналу Гатчинского дворца, первым из царедворцев приехал с печальным известием, надеясь заслужить благосклонность наследника престола великого князя Павла Петровича. Однако не застал его, поскольку тот в пол-первого уехал со своими придворными обедать на гатчинскую мельницу и вернулся только без пятнадцати четыре. Узнав от Николая Александровича и ещё одного офицера-посыльного, что его мать умирает, Павел уже через 15 минут выехал в Зимний дворец. Однако долгое ожидание приёма в Гатчинском дворце породило легенду о том, что якобы будущий император скрывался от графа Зубова, решив, что тот явился арестовать его. Воцарившись, первое время Павел I выказывал Зубовым благосклонность и осыпал их наградами. Тем не менее в 1797 году они подверглись императорской опале, и Николаю Александровичу было негласно рекомендовано оставить двор и удалиться в деревню, что он поспешно исполнил в ноябре того же года. В ноябре 1800 года император сменил гнев на милость и разрешил Зубовым вернулся в столицу. Там граф, вместе с братьями Платоном, Валерианом и сестрой Ольгой Жеребцовой, присоединился к заговору графа П. А. Палена с целью отстранения от власти или физического устранения Павла I. 11 марта 1801 года офицеры-заговорщики ворвались в спальню императора. Подробности произошедшего там в различных источниках расходятся в деталях, но почти все они сходятся в том, что именно Николай Зубов нанёс государю первый удар в голову массивной золотой табакеркой, после чего Павел I был задушен другими нападавшими.
Первое время Александр I благоволил заговорщикам, возведшим его на престол. Так, уже через четыре дня после убийства Николай Александрович был пожалован в обер-шталмейстеры и стал президентом Придворной конюшенной конторы, а его братья — князь Платон и граф Валериан — стали заседать в Непременном (Государственном) совете. Зубовы до такой степени вернули себе былое влияние при дворе, что стали продвигать своих приспешников на важные посты. Однако молодой император тяготился окружением убийц своего отца и желал править совершенно самостоятельно, без их подсказки. Видя такое отношение, придворные и члены императорской фамилии стали всячески демонстрировать им своё презрение. За братьями Зубовыми даже был установлен негласный полицейский надзор, впрочем, почти неприкрытый. Князь Платон Александрович предпочёл, испросив отпуск, уехать в конце 1801 года за границу, где уже находилась их сестра, а Валериан переселился в Москву.
Граф Николай Александрович единственный из братьев оставался при дворе и своей должности до 1803 года, но и он вынужден был оставить службу после того, как вызвал гнев императора своим «грубым самоуправством с ямщиками». После отставки проживал в своём московском имении, где скоропостижно скончался 9 августа 1805 года. Погребён в Зубовской церкви Сергиевой пустыни.

## Награды
Российской империи:
- 28 июня 1794 года награждён орденом Святого Георгия 3-й степени «в воздаяние усердной службы, ревностных трудов и отличного мужества, оказанного им 14-го июня сего года с мятежниками польскими во многочисленных силах при местечке Соли, где он предводительствуя корпусом, одержал над ними победы»;
- 9 ноября 1796 года в знак особой милости пожалован императором Павлом I орденами Святого Андрея Первозванного и Святого Александра Невского;
- Орден Святого Владимира 2-й степени (15 сентября 1793)[8][2].

Прусского королевства:
- Орден Чёрного орла[2] (9 марта 1795)[9];
- Орден Красного орла[2] (9 марта 1795, как кавалер ордена Чёрного орла).

## Семья и потомки

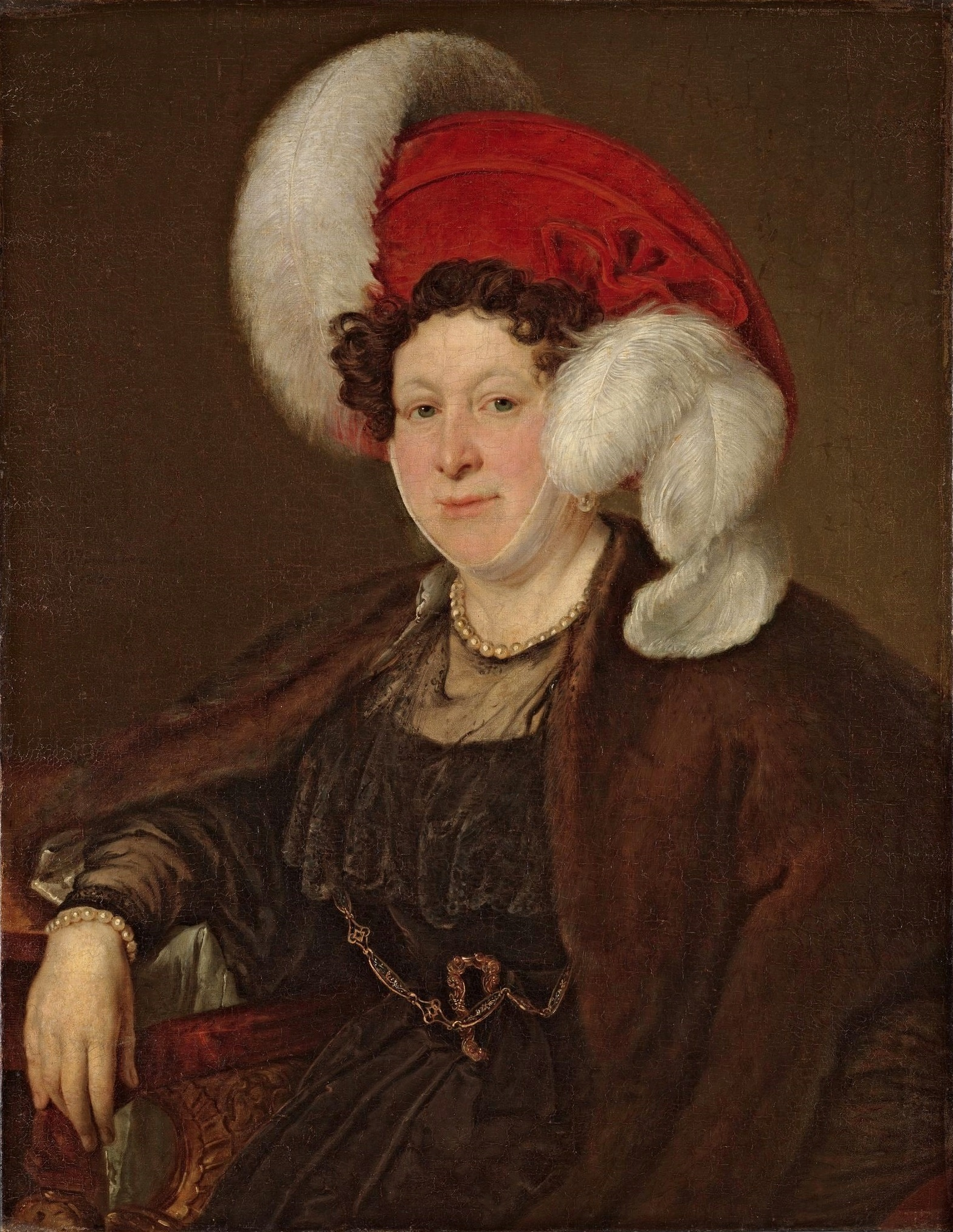
Наталья Александровна, жена, на портрете Тропинина

29 апреля 1795 года Зубов обвенчался с Натальей («Суворочкой»), дочерью фельдмаршала Суворова. С будущим тестем он до свадьбы не был знаком, хотя и состоял в редкой служебной переписке по меньшей мере с 1788 года. Незадолго перед тем женихом Натальи был объявлен граф Ф. И. Эльмпт, которому Суворов весьма благоволил, несмотря на то, что тот происходил из немцев и по вероисповеданию был католиком. Однако самой девушке, пожалованной к тому времени во фрейлины, этот выбор не слишком нравился, не одобряла его и императрица, недолюбливавшая отца жениха. К тому же блистательные победы в Польше и последовавшие за ними монаршие милости Суворову сделали Наталью одной из самых завидных невест России, а её будущий брак с иноверцем мог приобрести нежелательную политическую окраску. Фаворит императрицы князь Платон Зубов решил, с её одобрения, воспользоваться этой ситуацией и составить выгодную партию своему холостому старшему брату. Используя своё исключительное положение, он сумел убедить Суворова в необходимости отказать Эльмпту и выдать дочь за Николая Александровича. В приданое за ней фельдмаршал пообещал имение с 1500 крепостных крестьян (обоего пола), часть своих наградных бриллиантов, и некоторое количество денег. Николай Александрович, недовольный малым размером приданого, намекал будущему тестю в письмах, что его можно было бы увеличить соответствующим обращением к императрице через князя Платона, однако Суворов стоял на своём. Свадьба, тем не менее, состоялась.
Поначалу отношения со своим победоносным свойственником у семейства Зубовых складывались вполне доброжелательные. Новые родственники оказывали ему всяческое почтение, граф Николай Александрович вёл с тестем оживлённую переписку, а Ольга Жеребцова (урождённая Зубова) даже приказала выкопать канал в виде латинской буквы S по случаю приезда Суворова в её имение Ровное-Новоблагодатное. Фельдмаршал отвечал им взаимностью, и даже согласился по-родственному участвовать в погашении крупных долгов их недавно скончавшегося отца. Доля Суворова была оговорена в 60 000 рублей, которые он предполагал выплатить равными частями в течение четырёх лет. В начале 1796 года, по просьбе тестя, граф Зубов поселил у себя в столичном доме одиннадцатилетнего брата своей супруги — Аркадия, ранее проживавшего с матерью в Москве. Возложив на зятя заботы о поисках воспитателя для мальчика, в марте 1796 года фельдмаршал отбыл в войска. Тогда граф Зубов и вспомнил своего товарища по оружию времён варшавских событий — савояра на русской службе майора К. О. Оде-де-Сиона, обладавшего и военным, и педагогическим опытом. Тесть одобрил предложенную кандидатуру, и Аркадий приступил к занятиям.
К осени 1796 года, уязвлённый пренебрежительным к себе отношением со стороны князя Платона, Суворов охладел к Зубовым и решил повременить с выплатой обещанных им денег. Вместо этого, направил их на погашение долгов В. И. Арсеньевой — вдовы своего бывшего дежурного генерала Н. Д. Арсеньева. Однако обрушившиеся вслед за восшествием на престол Павла I на фельдмаршала отставка и ссылка в село Кончанское вызвали внезапные финансовые трудности и поставили его на грань разорения — любые выплаты стали крайне затруднительными. Чтобы как-то поправить свои пошатнувшиеся дела, Суворов обратился к зятю с просьбой подыскать надёжного человека, который взялся бы остановить разорение самого его большого имения Кобринский ключ. В ответ на это в июне 1797 года Николай Александрович направил всё того же Оде-де-Сиона вместе с воспитанником в свите своей жены, поехавшей навестить ссыльного отца. По прибытии в Кончанское, граф тут же «оторвал» его от Аркадия и отправил наводить порядок в Кобрин. Однако вместо того, чтобы блюсти интересы Суворова, Оде-де-Сион занимался тем, что помогал графу Зубову присваивать доходы от имения в счёт невыплаченного приданого Натальи Александровны и прочих сумм, которые Зубовы числили за графом. Раздосадованный подобными действиями, в конце 1798 года отставной полководец уволил воспитателя сына и прервал отношения с зятем. Тем не менее, брак графа Зубова был вполне счастливым, и у них с супругой родилось семеро детей:
- Александр Николаевич (5.03.1797—20.11.1875), в 1814 году окончил с отличием Пажеский корпус, корнет в Кавалергардском полку, полковник, действительный статский советник. Был женат с 1821 года на княжне Наталье Павловне Щербатовой (1801—1868), дочери князя П. П. Щербатова. Супруги Зубовы были знакомы с Пушкиным. Их внук основатель Гатчинского музея граф Валентин Платонович Зубов (1884—1969), много писал о правлении Павла.
- Платон Николаевич (10.08.1798—16.03.1855), окончил с отличием Пажеский корпус, с 1816 года — корнет; в чине ротмистра вышел в отставку, служил в Министерстве финансов. Обладая значительным состоянием, живя в Москве и Петербурге, занимался коллекционированием предметов искусства. Награждён королём Франции в 1815 году орденом Лилии. Умер холостым.
- Надежда Николаевна (22.10.1799—10.11.1800)
- Вера Николаевна (31.12.1800—27.02.1863), замужем за генерал-лейтенантом Владимиром Петровичем Мезенцовым (1781—1833).
- Любовь Николаевна (25.02.1802—22.11.1894), с июня 1823 года замужем за генерал-майором Иваном Сергеевичем Леонтьевым (1782—1824), имела единственного сына Михаила (1824—1885). Большую часть жизни провела в родовом имении Воронино, Ярославской губернии. После смерти сына жила в московском Новодевичьем монастыре.
- Ольга Николаевна (05.05.1803—03.07.1882), замужем с 16 апреля 1824 года[15] за Александром Степановичем Талызиным (1795—1858), крестником Суворова, участником кампании 1812—1813 годов; ротмистром, полковником, камергером. В браке имели пять дочерей и четырёх сыновей. Ольга Николаевна в течение 14 лет состояла председательницей Дамского общества попечительства о бедных в Москве. После открытия Московского Мариинского института, она всю жизнь была его попечительницей. Её дело потом продолжила дочь Мария (1834—1904), супруга обер-гофмейстера Б. А. Нейдгардта, их дочь Ольга Борисовна (1859—1944) была замужем за премьер-министром П. А. Столыпиным.
- Валериан Николаевич (27.08.1804—18.11.1857), в 1810 году был зачислен в Пажеский корпус, где обучался с 1817—1823. Служил на военной и дипломатической службе в коллегии иностранных дел. С июня 1831 года был женат на фрейлине княжне Екатерине Александровне Оболенской (1811—1843), внучке Ю. А. Нелединского-Мелецкого. Проживал в Москве и Петербурге. Унаследовав от матери имение Фетинино, в 1857 году он завещал его сестре Л. Н. Леонтьевой. Потомства не оставил.

Разрыв с графом Суворовым не повлиял на доверие семейства Зубовых к своему клеврету Оде-де-Сиону. Уже после смерти Николая Александровича его вдова ходатайствовала о том, чтобы их сыновья во время учёбы в Пажеском корпусе жили не в казарме, как остальные пажи, а на квартире Оде-де-Сиона, ставшего к тому времени инспектором классов этого учебного заведения. В виде особого исключения Александр I удовлетворил просьбу дочери Суворова.

Дети
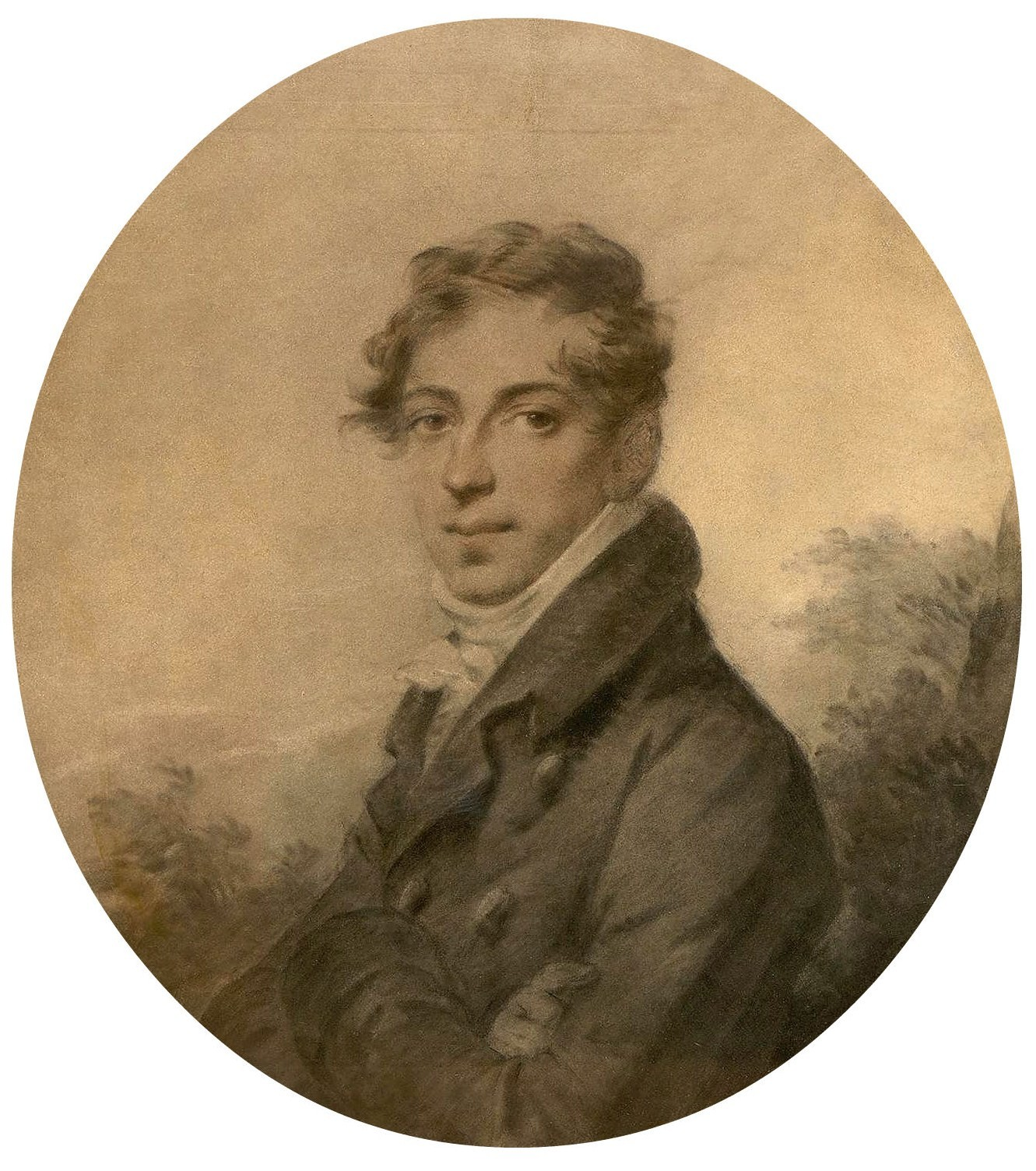
Александр Николаевич, сын
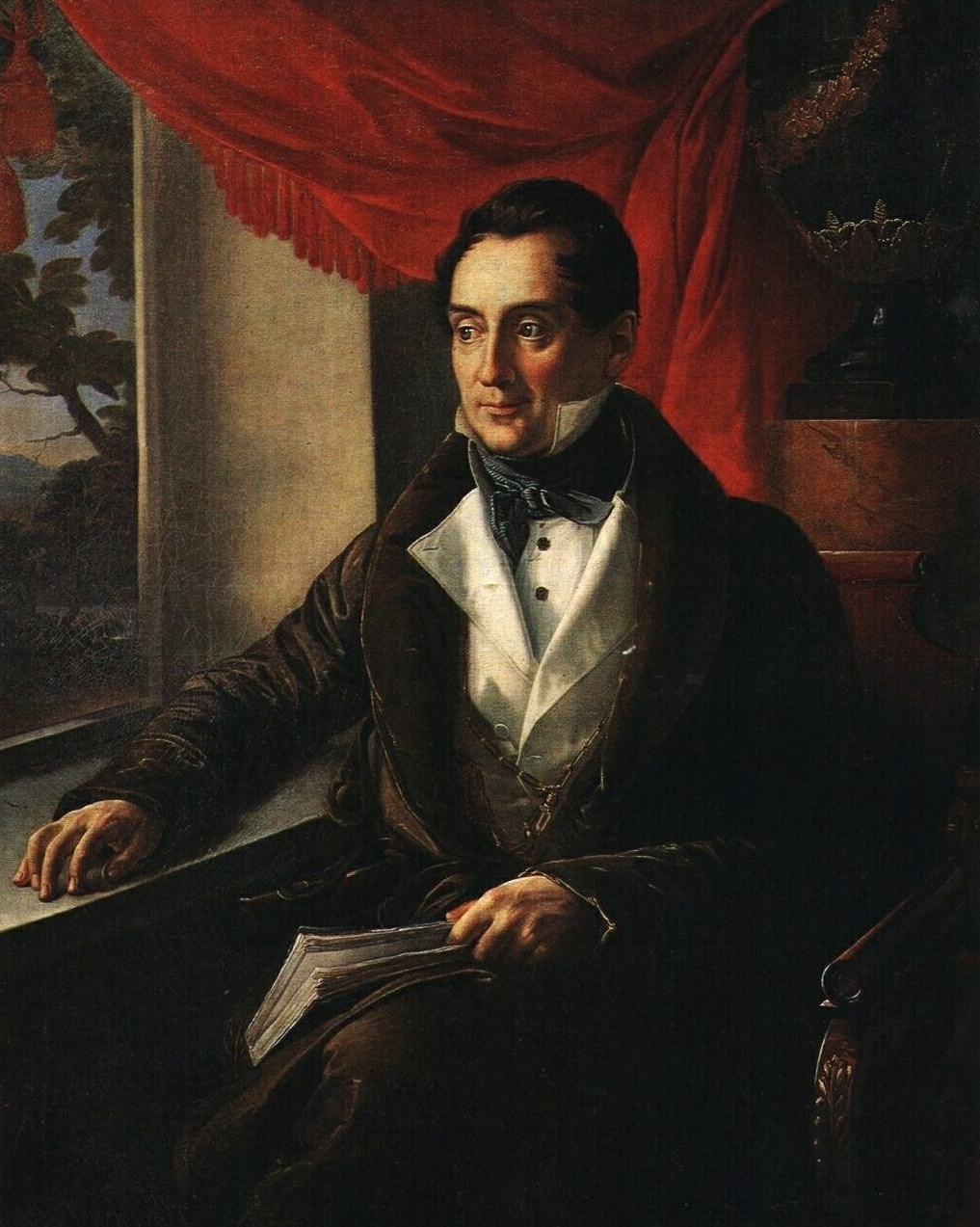
Платон Николаевич, сын
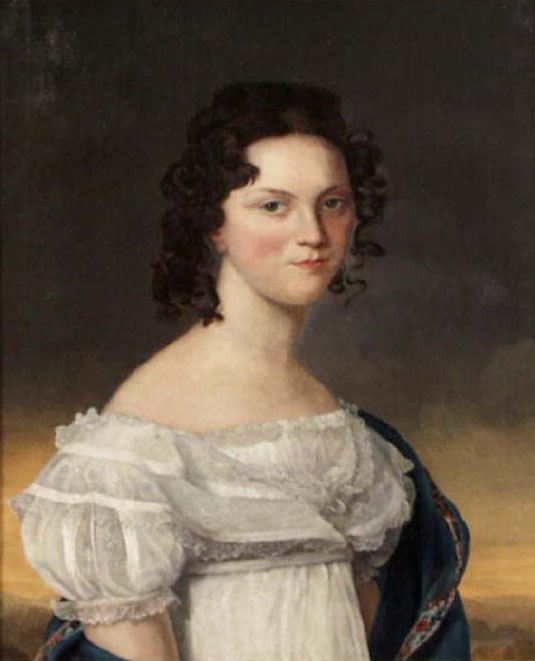
Любовь Николаевна, дочь
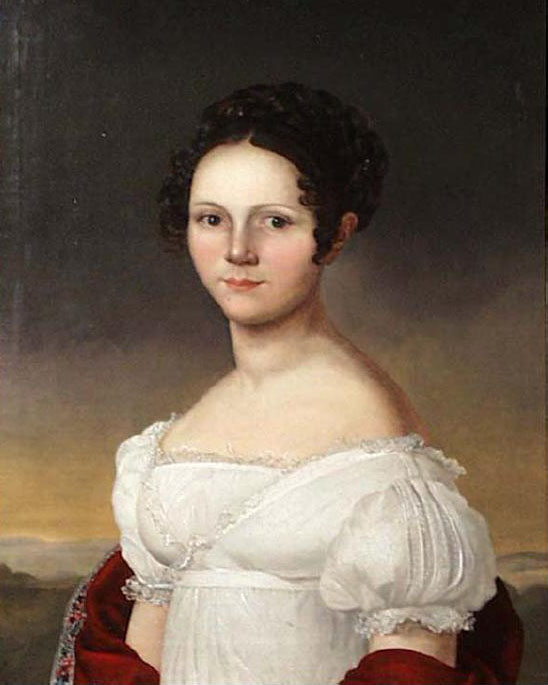
Ольга Николаевна, дочь
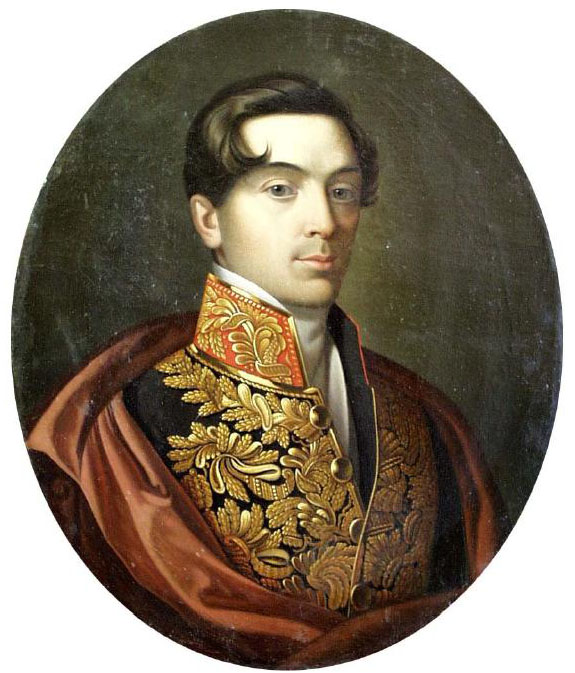
Валериан Николаевич, сын

## В культуре
Зубов стал персонажем романа Марка Алданова «Заговор».

## Комментарии
1. ↑  Всего во время Варшавского мятежа из 8000 расквартированного в Варшаве русского войска было убито, по разным оценкам, от 2000 до 4000 военнослужащих и членов их семей[5].
2. ↑  Жена графа Суворова Варвара Ивановна была за несколько месяцев до рождения сына покинута супругом по подозрению в измене. Он прилагал значительные усилия, чтобы расторгнуть этот брак, однако Синод неизменно отказывал по причине отсутствия свидетелей и «иных крепких доводов». Граф не признавал этого ребёнка и не интересовался его жизнью, пока в конце 1795 года Екатерина II не призвала мальчика ко двору, и не пожаловала в камер-юнкеры великому князю Константину Павловичу. Теперь Суворов был вынужден с благодарностью принять этот знак монаршего благоволения и позаботится об устройстве сына в Санкт-Петербурге и его воспитании.